# Silje Waade
Silje Katrine Waade (født 20. marts 1994) er en norsk håndboldspiller, som spiller for Vipers Kristiansand og Norge kvindehåndbold landshold.
Hun har tidligere været atlet, indtil hun blev 17 år.

## Internationale priser
- Bedste højre fløj til Golden League 2016.[3]
- Månedens bedste højre back i Grundigligaen 2016/2017.[4]